# Albaredo d’Adige
Albaredo d’Adige – miejscowość i gmina we Włoszech, w regionie Wenecja Euganejska, w prowincji Werona.
Według danych na rok 2004 gminę zamieszkiwały 5032 osoby, 179,7 os./km².